# Ig
Ig (do prve svetovne vojne Ig-Studenec) je urbanizirano naselje z okoli 2.400 prebivalci na južnem robu Ljubljanskega barja, središče Občine Ig ter obenem delno tudi satelitsko naselje Ljubljane, s katero je povezano s cesto, ki vodi v skoraj ravni črti preko Barja. Sredi mesta sta velika kraška izvira reke Iščice, nedaleč izvira njen prvi pritok, potok Jelenovka, na območju naselja se vanjo izlije tudi Draščica, ki priteče iz (Ribnikov v dolini) Drage. Na območju Iga je več arheoloških najdišč (rimsko zidovje in grobišče, neolitska in bronastodobna kolišča ...). V naselju stoji cerkev sv. Martina, ki se omenja že leta 1291. Sedanja baročna cerkev je bila zgrajena okrog leta 1720. Ižanski grad Zonek, ki stoji na griču Pung(a)rt (366 mnv) nad Igom, je bil na novo pozidan okrog leta 1700; v njem je danes ženski zapor. 
Z Ljubljano je naselje povezano z mestno avtobusno linijo št. 19I, ki obratuje vse dni v tednu, bližnje okoliške kraje pa poleg te (ki se nadaljuje mimo Staj in Kota tudi proti Iški vasi) povezujeta še integrirani liniji št. 40 proti Strahomerju in Iški Loki ter 42 proti Golem in Zapotoku, od 2023 pa tudi šolska linija Draga-Ig. Septembra 2014 je bilo v centru naselja, v neposredni bližini avtobusne postaje Ig, odprto parkirišče Parkiraj in se pelji (P+R). Po ponovni ustanovitvi občine v 90. letih 20. stoletja je bil v središču naselja zgrajen Center Ig z zdravstveno postajo, lekarno, kavarno, knjižnico in papirnico, Športna dvorana Ig ter Muzej Morost Ig (ob turističnem informacijskem centru) z dislocirano rekonstrucijo kolišča v naravni velikosti severovzhodno od Iga.
Na Igu je poleg tovarne Kovinska industrija Ig (KiG), sedež Izobraževalnega centra za zaščito in reševanje Republike Slovenije, od leta 2018 pa ima v Zagorici prostore tudi Raziskovalna postaja Barje ZRC SAZU, v kateri odtlej domuje predvsem Biološki inštitut Jovana Hadžija, deloma pa tudi Inštitut za arheologijo, Geografski inštitut Antona Melika in Paleontološki inštitut Ivana Rakovca, pa tudi Založba ZRC, knjižnica oz. arhiv.
- Kraj ostankov kolišč pri Igu